# Colom guatlla frontgrís
El colom guatlla frontgrís (Geotrygon caniceps) és una espècie d'ocell de la família dels colúmbids (Columbidae) que habita els boscos de Cuba.